# With Ears to See and Eyes to Hear
With Ears to See and Eyes to Hear ist das Debütalbum der US-amerikanischen Post-Hardcore-Band Sleeping with Sirens.
Es erschien am 23. März 2010 über Rise Records. Das Album wurde von Cameron Mizell in den Chango Studios in Casselberry, Florida aufgenommen. Auf dem Debütalbum befinden sich zehn Lieder. Es ist das einzige Album der Band, dass sich nicht in den offiziellen Charts positionierte.
Es ist das einzige Album mit Brandon McMaster und Nick Trombino als Gitarristen.

## Hintergrund
Gegründet wurde Sleeping with Sirens im Jahr 2009 in Orlando, Florida von Brian Calzini, welcher kurz zuvor aus der Band Paddock Park rausgeworfen worden war. Es stießen die beiden Gitarristen Brandon McMasters und Dave Aguilar, sowie der Bassist Paul Russell, der Keyboarder Kellin Quinn und der Schlagzeuger Alex Kaladjian zu Calzini.
In dieser Formation nahm die Gruppe zwei Demostücke auf. Noch im selben Jahr wurde Calzini auch bei Sleeping with Sirens aussortiert und Kellin Quinn übernahm den Posten des Frontsängers. Auch Aguilar, Kaladjian und Russell verließen die Band und wurden durch Bassisten Justin Hills und dem Schlagzeuger Gabe Barham ersetzt.
Am 9. November 2009 wurde die Band schließlich von Rise Records unter Vertrag genommen. Das Album wurde am 23. März 2010 veröffentlicht. Mit You Kill Me (In a Good Way) erschien einen Monat nach der Veröffentlichung des Albums die erste Single. Erst am 6. August des gleichen Jahres folgte mit If I'm James Dean, You're Audrey Hepburn die zweite Auskopplung, ehe am 10. September mit With Ears to See and Eyes to Hear die dritte, gleichnamige Single folgte. Als Gastmusiker wirkten Aaron Marsh von Copeland und Dave Stephens von We Came as Romans mit.
McMaster und Trombino verließen nach der Veröffentlichung des Albums die Band und wurden von Jesse Lawson und dem ehemaligen Broadway-Gitarristen Jack Fowler ersetzt.

## Titelliste
| #   | Titel                                        | Länge | Anmerkungen                              |
| --- | -------------------------------------------- | ----- | ---------------------------------------- |
| 1.  | If I'm James Dean, You're Audrey Hepburn     | 3:40  |                                          |
| 2.  | The Bomb Dot Com v2.0                        | 3:31  |                                          |
| 3.  | You Kill Me (In a Good Way)                  | 3:45  |                                          |
| 4.  | Let Love Bleed Red                           | 3:42  | mit Aaron Marsh                          |
| 5.  | Captain Tyin' Knots vs. Mr. Walkway (No Way) | 3:43  | mit Dave Stephens                        |
| 6.  | Don't Fall Asleep at the Helm                | 2:17  |                                          |
| 7.  | With Ears to See, and Eyes to Hear           | 3:43  |                                          |
| 8.  | In Case of Emergency, Dial 411               | 2:46  |                                          |
| 9.  | The Left Side of Everywhere                  | 3:00  |                                          |
| 10. | https://www.youtube.com/watch?v=tgMzriO93-Y  | 1:33  | auch bekannt unter dem Namen Dance Party |

## Kritiken
Jason Schreurs vom US-amerikanischen Alternative Press verriss das Album auf ganzer Linie. Er bezeichnete das With Ears to See and Eyes to Hear als einen permanenten Angriff mainstramhafter Einflüsse auf den Sound Emo bzw. gar des Metalcore, welcher eigentlich, so Schreurs, ultradreckig und roh anstatt juvenil, abgedroschen und feige klingen sollte. Er bezeichnete die Musiker zwar als talentiert, allerdings täusche das nicht über das schlechte Album hinweg. Vor allem den Gesang Quinns kritisiert er auf einer negativen Basis. Er beschreibt diesen als Geheule, der an eine Mischung aus Geddy Lee und Justin Bieber erinnere und den negativen Eindruck weiter verstärkt. Das balladeske Let Love Bleed Red bezeichnete er obendrein als „schlechten Witz.“
Gregory Heaney von Allmusic hingegen zeigte sich durchaus begeistert von With Ears to See and Eyes to Hear. Er schreibt, dass das Album knapp 30 Minuten gut gespielten Post-Hardcore mit grenzenloser Energy repräsentiere. Auch den Gesang von Kellin Quinn hebt er positiv hervor. So vertritt er die Meinung, dass sein hoher Gesang den Liedern nicht nur eine hoffnungsvolle und erhebende Qualität verleihe, sondern auch in der Lage sei mit dieser Stimme gute Pop-Alben produzieren könne. Er schrieb der Band großes musikalisches Potenzial zu.
Auch bei Ultimate Guitar wurde das Album äußert positiv aufgenommen. Die Gruppe könnte mit ein bisschen mehr Arbeit könne die Band als das größte Ding die der Post-Hardcore, nach Saosin und Circa Survive, hervorgebracht hat angesehen werden. Als positive Überraschung wird – im Gegensatz zum Kritiker des Alternative Press – die Ballade Let Love Bleed Red beschrieben. Es beginne einfach, mit Gesang und Akustikgitarren, „explodiere aber in einer üppigen Klanglandschaft die die komplette Band involviert und für ein begeistertes Zuhören sorge.“